# Guyana Airways Corporation
Guyana Airways est une compagnie aérienne du Guyana basée à Georgetown. Créée en 1938, elle disparaît en 2001.

## Historique
Le 27 mai 1938, la compagnie est créée sous le nom de British Guiana Airways Limited par Art Williams et John Henry Hunter.
La compagnie est rachetée par le gouvernement de Guyane britannique et devient publique le 15 juillet 1955.